# Navigator
Za ostala značenja pojma vidi navigator (razdvojba).
Navigator je osoba osposobljena za navigaciju brodom ili letjelicom. Navigatorova primarna dužnost je znati u kojem se položaju nalazi brod ili letjelica u bilo kojem trenutku. Zadaće uključuju planiranje putovanja, savjetovanje kapetana ili zapovjednika letjelice o procjenjenom vremenu do odredišta tijekom putovanja, te osiguranje radi izbjegavanja mogućih rizika. Navigator je zadužen za održavanje zrakoplovnih ili brodskih nautičkih karata, nautičkih publikacija i navigacijske opreme, te općenito ima odgovornost za meteorološku opremu i komunikacije.
U svjetskom ratnom zrakoplovstvu moderni navigatori često imaju zadatak postavljanja sustava oružja te kopilotske dužnosti ovisno o vrsti, modelu i seriji letjelice. U Ratnom zrakoplovstvu SAD-a bivši aeronautički čin navigatora preimenovan je u časnika borbenih sustava, dok su u Ratnoj mornarici SAD-a i Korpusu mornaričkog pješaštva SAD-a oni časnici koji su prethodno bili nazivani navigatori ili osmatrači mornaričke avijacije bili poznati od sredine 1960-ih kao časnici mornaričkog letenja. Navigatori USAF-a/časnici borbenih sustava i časnici mornaričkog letenja USN/USMC-a moraju biti kvalificirani za osnovne misije u svojim letjelicama ili letjeti s instruktorom navigatorom ili instruktorom NFO-a radi osiguravanja nužnog treninga za svoje dužnosti.
Brodski navigatori u Ratnoj mornarici SAD-a obično su kvalificirani časnici za površinsko ratovanje s izuzetkom mornaričkih avijatičara i časnika mornaričkog letenja dodijeljenih na položaje brodskih navigatora na nosačima zrakoplova i velikopalubnih amfibijskih jurišnih brodova te koji su kvalificirani na razini jednakoj časnicima za površinsko ratovanje. Časnici Obalne straže SAD-a jesu brodski navigatori koji su obično kvalificirani kao piloti na oznaci analognoj prethodno spomenutih časnika USN-a. Kvartirmajstori su navigatorovi uvojačeni pomoćnici koji izvršavaju većinu tehničkih navigacijskih zadataka.
Na brodovima trgovačke mornarice drugi časnik obično je navigator.

## Nautičke karte
Za više detalja o ovoj temi vidi nautičke karte.
Navigator broda ratne mornarice odgovoran je za kupnju[nedostaje izvor] i održavanje nautičkih karata na njemu. Nautička karta ili jednostavno "karta" grafička je reprezentacija pomorske ili zračne regije i priležećih obalnih regija. Ovisno o mjerilu karte na njoj mogu biti prikazane dubine vode i visine kopna, prirodna obilježja morskog dna, detalji obalne linije, navigacijski rizici, lokacije prirodnih i antropogenih orijentira, informacija o morskim mijenama i strujama, lokalni detalji o Zemljinom magnetskom polju, zabranjenim zonama letenja, te antropogenim strukturama poput luka, zgrada i mostova. Nautičke karte su neophodno oruđe za pomorsku navigaciju pa mnoge zemlje zahtijevaju da ih plovila, posebice trgovački brodovi, imaju sa sobom. U izradi nautičkih karata mogu nastati oblici karata otisnutih na papiru ili se rade kompjutorizirane elektroničke navigacijske karte.
Priroda vodnih putova oslikana na kartama redovito doživljava promjene pa pomorac koji navigira prema staroj i neispravljenoj karti suočava se s mogućnošću nesreće. Svaki proizvođač navigacijskih karata također pruža sustav informiranja pomoraca i avijatičara o promjenama koje pogađaju kartu. U Sjedinjenim Državama ispravke na kartama i obavijesti o njihovim novim izdanjima daju razne vladine agencije putem Obavijesti za pilote (NOTAMs), Obavijesti za pomorce, Lokalne obavijesti za pomorce, Skupa ispravaka, te Emitiranih obavijesti za pomorce. Radioemitiranje daje unaprijed obavijesti o hitnim ispravkama.
Prikladan način praćenja ispravaka izvodi se pomoću sustava Chart and Publication Correction Record Card (Kartica o zapisima ispravaka karata i publikacija). Uporabom ovog sustava navigator ne osuvremenjuje trenutačno svaku publikaciju u knjižnici kada stigne nova Obavijest pomorcima, već umjeto toga stvara karticu za svaku kartu te bilježi ispravke na toj kartici. Kada dođe vrijeme za uporabu publikacije, on uzima publikaciju i njenu karticu, te radi naznačene ispravke na publikaciji. Ovaj sustav osigurava da se svaka publikacija odgovarajuće ispravi prije svoje uporabe.
U ispravkama elektroničkih navigacijskih karata postoje različite i raznolike metode.
Službene navigacijske karte Jadranskog mora u R. Hrvatskoj izrađuje Hrvatski hidrografski institut.

## Nautičke publikacije
Za više detalja o tomei vidi nautičke publikacije.
Termin nautičke publikacije koristi se u pomorskim krugovima za opisivanje skupa publikacija koje uglavnom objavljuju nacionalne vlade za uporabu u sigurnoj navigaciji brodova, brodica i sličnih plovila.
Priroda vodnih putova opisana u publikacijama redovito doživljava promjene pa pomorac koji navigira prema staroj i neispravljenoj publikaciji suočava se s mogućnošću nesreće. Svaki proizvođač nautičkih publikacija također pruža sustav informiranja pomoraca o promjenama koje pogađaju kartu. U Sjedinjenim Državama ispravke na kartama i obavijesti o njihovim novim izdanjima daju razne vladine agencije putem Obavijesti za pomorce, Lokalne obavijesti za pomorce, Skupa ispravaka, te Emitiranih obavijesti za pomorce. Radioemitiranje daje unaprijed obavijesti o hitnim ispravkama.
Prikladan način praćenja ispravaka izvodi se pomoću sustava Chart and Publication Correction Record Card (Kartica o zapisima ispravaka karata i publikacija). Uporabom ovog sustava navigator ne osuvremenjuje trenutačno svaku publikaciju u knjižnici kada stigne nova Obavijest pomorcima, već umjeto toga stvara karticu za svaku kartu te bilježi ispravke na toj kartici. Kada dođe vrijeme za uporabu publikacije, on uzima publikaciju i njenu karticu, te radi naznačene ispravke na publikaciji. Ovaj sustav osigurava da se svaka publikacija odgovarajuće ispravi prije svoje uporabe.
U ispravkama elektroničkih nautičkih publikacija postoje različite i raznolike metode.
Službene navigacijske publikacije Jadranskog mora u R. Hrvatskoj izrađuje Hrvatski hidrografski institut.

## Planiranje misija/prolaza
Za više detalja o temi vidi planiranje prolaza.
Navigator se fokusira na stvaranje planova prolaza brodova (ili "misijskih planova" za svrhe USAF-a). plan misije/prolaza može su sažeti kao sveobuhvatni, stupnjevit opis putovanja od pristaništa do pristaništa, uključujući napuštanje doka, polazak, plovidbeni dio putovanja, pristanak te sidrenje/dolazak na odredište.
Prije početka svakog putovanja navigator bi trebao razviti detaljni mentalni model o tome kako će putovanje izgledati. U avijacijskoj zajednici to se naziva "letenje sjedala" (engl. chair flying). Ovaj mentalni model uključuje kartiranje kursa, predviđanje vremena, morskim mijena i struja. Također uključuje osuvremenjivanje i provjeravanje nautičkih publikacija koje mogu uključivati Sailing Directions i Coast Pilots, te projiciranje različitih budućih događaja uključujući prilaze kopnu, uske prolaze i promjene kursa koji će se zbivati tijekom putovanja. Ovaj mentalni model postaje standard kojim će navigator mjeriti napredak prema cilju sigurnog i učinkovitog putovanja, te se manifestira u planu prolaza.
Za vrijeme rada u timskom okruženju plan prolaza/misije trebao bi se priopćiti navigacijskom timu na konferenciji prije putovanja (USAF-ov termin je mission briefing) radi osiguravanja da svi članovi tima dijele isti mentalni model čitavog putovanja.
Procedure planiranja prolaza specificirane su rezolucijama Međunarodne pomorske organizacije, zakonima zemalja potpisnica IMO-a (primjerice, Title 33 of the U.S. Code of Federal Regulations), te mnogim profesionalnim knjigama i publikacijama USN/USAF-a. Postoji pedeset elemenata sveobuhvatnog plana prolaza ovisno o veličini i tipu plovila, a svaki je primjenjiv na pojedinu situaciju.
Moderni navigatori često upisuju planove prolaza u elektroničke sustave.
Dobar plan prolaza uključivat će liniju puta postavljenu na karte najvećeg dostupnog mjerila koje pokrivaju put plovila. Navigator će iscrtati i više puta liniju puta sve dok ne bude sigurna, učinkovita te u skladu s primjenjivim zakonima i regulacijama. Kada put bude dovršen, uobičajena je praksa da se on također unese u elektroničke navigacijske alate kao što su sustav prikaza elektroničkih karata i informacija (ECDIS), chartplotter ili jedinica GPS-a.
Jednom kad putovanje počne napredak plovila duž planirane rute mora se nadzirati. To zahtjeva određivanje položaja broda uporabom standardnih metoda uključujući navigaciju po procjeni, fiksiranje radara, nebesku navigaciju, pilotažu te elektroničku navigaciju radi uključivanja uporabe GPS-a i navigacijske računalne opreme.
Softver za planiranje prolaza može uvelike pojednostaviti proces i osigurati da se ništa važno ne previdi. Dobar softverski program za planiranje prolaza uključivat će prikaz ortodrome/daljinske kalkulatore, prediktore morskih mijena i struja, nebeske navigacijske kalkulatore, potrošne procjenitelje za gorivo, naftu, vodu i spremišta, te ostale korisne aplikacije. 

## Navigacijska oprema
Navigatori su odgovorni za održavanje navigacijske opreme na brodu. Navigatori u Ratnom zrakoplovstvu SAD-a odgovorni su za rješavanje problema navigacijske opreme dok su u zraku, dok na kopnu krajnju odgovornost za popravak i održavanje istog navigacijskog sustava letjelice ima osoblje za održavanje.

## Više informacija
- Navigacija
- Časnik palube
- Trgovačka mornarica
- Nautička karta
- Nautičke publikacije
- Planiranje prolaza
- Kvartirmajstor
- Drugi časnik
- Pomorski promet